# Miroslav Leitner
Miroslav Leitner (* 1. August 1966 in Brezno) ist ein slowakischer Skibergsteiger und seit 1992 Mitglied im Nationalkader der Slovenská skialpinistická asociácia (SSA).
Er begann mit dem Skibergsteigen 1983 und nahm im gleichen Jahr an seinem ersten Wettkampf in dieser Sportart teil.

## Erfolge (Auswahl)
- 2001: 3. Platz bei der Europameisterschaft Skibergsteigen Team mit Peter Svätojánsky

- 2002: 3. Platz bei der Weltmeisterschaft Skibergsteigen Team mit Peter Svätojánsky

- 2004:
  - 5. Platz bei der Weltmeisterschaft Skibergsteigen Staffel (mit Peter Svätojánsky, Branislav Kačina und Milan Madaj)
  - 7. Platz bei der Weltmeisterschaft Skibergsteigen Team mit Peter Svätojánsky
  - 9. Platz bei der Weltmeisterschaft Skibergsteigen Kombinationswertung

- 2005:
  - 5. Platz bei der Europameisterschaft Skibergsteigen Staffel (mit Milan Madaj, Peter Svätojánsky und Branislav Kačina)
  - 8. Platz bei der Europameisterschaft Skibergsteigen Team mit Peter Svätojánsky

- 2006: 4. Platz bei der Weltmeisterschaft Skibergsteigen Staffel (mit Peter Svätojánsky, Milan Blasko und Milan Madaj)

- 2008: 9. Platz bei der Weltmeisterschaft im Skibergsteigen Staffel (mit Peter Svätojánsky, Jozef Hlavco und Juraj Laštík)

Pierra Menta
- 1992: 9. Platz mit Tibor Novajovský
- 1993: 3. Platz mit Dušan Trizna
- 1996: 5. Platz mit Peter Matos
- 1997: 9. Platz mit Peter Matos
- 1998: 9. Platz mit Adriano Greco
- 2000: 4. Platz mit Peter Svätojánsky
- 2001: 4. Platz mit Peter Svätojánsky
- 2002: 8. Platz mit Peter Svätojánsky
- 2005: 9. Platz mit Peter Svätojánsky

Trofeo Mezzalama
- 2003: 10. Platz mit Peter Svätojánsky und Milan Madaj